# Momil
Momil é um município da Colômbia, localizado no departamento de Córdoba.